# Warszawski Festiwal Skrzyżowanie Kultur

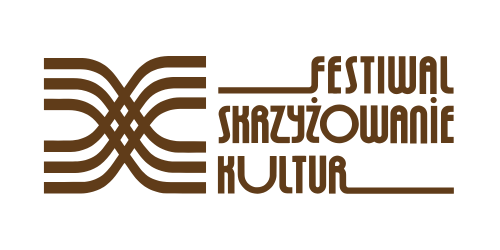
Logo Festiwalu Skrzyżowanie Kultur

Festiwal Skrzyżowanie Kultur – polski festiwal muzyczny poświęcony prezentacji wielokulturowości, od 2005 roku odbywa się we wrześniu w centrum Warszawy. Impreza jest prezentacją zjawisk muzycznych i kulturalnych z różnych części świata. Jest jednym z największych tego typu wydarzeń w Polsce i Europie Środkowo-Wschodniej. Do 2019 roku Festiwal odbywał się pod Pałacem Kultury i Nauki, w namiocie festiwalowym, specjalnie budowanym na potrzeby imprezy. W 2020 roku miała miejsce seria spotkań z muzyką świata w formie online: „Dźwięki Skrzyżowania Kultur”, a od 2021 roku Festiwal odbywa się w Teatrze Dramatycznym im. Gustawa Holoubka w Warszawie. W 2024 roku odbyła się jubileuszowa, 20. edycja Festiwalu. 
Festiwal to nie tylko koncerty artystów, ale także warsztaty i panele dyskusyjne, na których można zapoznać się ze sztuką i tradycjami wielu regionów. Wstęp na warsztaty i panele jest bezpłatny. 

## Idea festiwalu
Pomysł Warszawskiego Festiwalu Skrzyżowanie Kultur powstał z inicjatywy Miasta Stołecznego Warszawy, impreza jest finansowana ze środków miejskich. Pierwsza edycja festiwalu odbyła się w 2005 roku. Od pierwszej edycji festiwal organizowany jest przez Stołeczną Estradę, której dyrektorem jest Andrzej Matusiak.
O kształcie artystycznym festiwalu decydują członkowie Rady Programowej:prof. dr hab. Maria Pomianowska – Dyrektor Artystyczna (muzykolog i pedagog), Maciej Szajkowski – muzyk, twórca grupy Kapela ze Wsi Warszawa, uhonorowany Paszportem Polityki oraz Marta Dobosz – koordynatorka części muzyczno-filmowej.
Główną misją festiwalu jest otwieranie warszawiaków i gości stolicy na inne kultury, prezentacja najciekawszych i najbardziej cenionych artystów grających tradycyjną muzykę z różnych krajów, przybliżaniem Polakom tradycji muzycznych z różnych części świata. Organizatorzy festiwalu dążą do zwiększenia wrażliwości Polaków na kulturową i artystyczną różnorodność. Każda edycja festiwalu koncentruje się na bogactwie kulturowym wybranej części globu. W 2011 r., podczas polskiej prezydencji w UE, na scenie festiwalu prezentowali się artyści z Europy.
W 2012 r. wystąpili muzycy z Azji i Afryki.
W latach 2005–2012 w festiwalu wzięło udział łącznie ponad trzystu artystów z sześćdziesięciu krajów, m.in. z Portugalii, Hiszpanii, Izraela, Turcji, Ukrainy, Rosji, Białorusi, Czech, Serbii, Łotwy, Anglii, Rumunii, Węgier, Senegalu, Kuby, Haiti i innych. W 2011 roku festiwal odwiedziło ponad 15 tysięcy osób. Co roku każdy z koncertów w namiocie festiwalowym gromadzi ponad tysiąc widzów. Wśród gwiazd, które wystąpiły na festiwalu, znaleźli się m.in.: Femi Kuti, Concha Buika, Youssou N’Dour, Ladysmith Black Mambazo, Salif Keïta, Trilok Gurtu, Sara Tavares, Jasmin Levy i Tcheka.
Festiwal jest wydarzeniem o randzie międzynarodowej, od 2009 roku rekomendowanym przez prestiżowy magazyn muzyczny „Songlines” jako jedno z 25 najciekawszych wydarzeń muzyki świata. Rekomendują go również międzynarodowe portale poświęcone muzyce świata, takie jak:
- World Music Central[23]
- Rythm Passport[24]
- World Music[25]
- Café Babel[26]

W Polsce festiwal zyskał uznanie i dobre recenzje najważniejszych opiniotwórczych mediów, m.in. „Gazety Wyborczej”, „Rzeczpospolitej” czy „Życia Warszawy”. Recenzenci podkreślają oryginalną formułę imprezy i pomysłowość, z jaką organizatorzy, tworząc program, połączyli kultury i wskazali jedną z możliwych dróg do nawiązania międzykulturowego dialogu. Dziennikarze uznali, że dzięki festiwalowi Warszawa staje się miastem wielokulturowym, a podczas trwania imprezy zmienia się w muzyczną stolicę świata. Zdaniem recenzentów festiwal jest jedną z najważniejszych i przyszłościowych imprez regularnie odbywających się w stolicy.

## Poprzednie edycje Festiwalu Skrzyżowanie Kultur

### 2024 (20. edycja)

#### Artyści[32]
Duk-Soo Kim and Ensemble Sinawi, Elida Almeida, Suonno D'Ajere, Bonga, Lemma, Cheikh Lô

#### Warsztaty[33]
„Warsztat z wirującymi derwiszami”, „Dusza miecza i czułość kwiatu czyli spotkanie z kulturą Japonii”

#### Panele[34]
„K-pop. Na styku popkultury i polityki”, „Trzeba robić rzeczy! O podróżach solo z Kasią Zawistowską”

### 2023 (19. edycja)

#### Artyści[35]
A.G.A Trio, Iberi, Vieux Farka Toure, Tamikrest, Sara Correia, Emilio Moret

#### Warsztaty[36]
„Jedwabny bursztyn. Muzyczna podróż z Chin do Polski”; „Tajemnice chińskiej herbaty, kaligrafia oraz w co bawią się mali Chińczycy”
Wydarzenia Towarzyszące
Afronauci. Spotkanie Autorskie z Bartkiem Sabelą; Wytłumaczyć Portugalię. Rozmowa o Współczesnym Przekładzie; Wystawa o Ferdynandzie Mendesie Pinto – „Olśnienia”

### 2022 (18. edycja)

#### Artyści[38]
Maria Mazzotta, Stelios Petrakis, Yegor Zabelov + Daria Kosiek, Dakh Daughters, Les Amazones D’afrique, Kapela Maliszów, Mari Kalkun, Gyeonggi Sinawi Orchestra ::

#### Warsztaty[39]
Warsztaty tańców z Krety, Warsztat gry na lirze, Warsztaty bębniarskie, Warsztat Konnakol – prowadzący: Michał Czachowski:

#### Wydarzenia towarzyszące[40]
Spotkanie autorskie Dionisios Sturis

### 2021 (17. edycja)

#### Artyści[41]
Oum, Moh! Kouyaté  
Warsztaty
Warsztaty perkusyjne – Aradem Emamgholi; Prezentacja Tańca Perskiego – Apsara Afsanesara;  :: 
Wydarzenia towarzyszące
„Warszawa wielu kultur” – panel dyskusyjny (dr hab. Mirosław Pęczak, dr Marta Pietrusińska, prof. dr hab. Waldemar Kuligowski, Witek Hebanowski i Maciej Szajkowski)

### 2020 (16. edycja)

#### Warsztaty online[44]
„Dźwięki Skrzyżowania Kultur” (prowadząca: Maria Pomianowska)

### 2019 (15. edycja)

#### Artyści[45]
Gisela João, Diego El Cigala, Projekt „HIZBUT JÁMM”: Raphael Rogiński, Mamadou Ba, Noums Balani Dembele, Paweł Szpura, KROKE I URNA CHAHAR – TUGCHI, Keziah Jones, Flavia Coelho, Sofiane Saidi & Mazalda, Sona Jobarteh, Pat Thomas & Kwashibu Area Band, Rabih Abou-Khalil, Tony Allen :: 

#### Wydarzenia towarzyszące[46]:
Małe Skrzyżowanie Kultur – koncert dla dzieci, zespół “Jerz Igor”

### 2018 (14. edycja)

#### Artyści[47]
Waldemar Bastos, Rokia Traoré, Wowakin Trio, Bester Quartet, Maria Pomianowska i Hossein Alizadeh, Agata Siemaszko i Laćhe Lavutara, Orchestra Baobab, King Ayisoba, Nneka, Ifriqiyya Electrique, Tiganá Santana, Mulatu Astatke  :: 

#### Wydarzenia towarzyszące[48]
Małe Skrzyżowanie Kultur: koncert dla dzieci „Rozśpiewany las” w wykonaniu zespołu Whislteberries

### 2017 (13. edycja)
Artyści
Marta Gómez, Taksim Trio, Purbayan Chatterjee, Ranjani & Gayatri, Warszawska Orkiestra Sentymentalna, Adam Strug, Kapela ze Wsi Warszawa i muzycy Mazowsza, Vołosi feat. Félix X Lajkó, Fanfara Tirana, Kondi Band, BaBa ZuLa, Meridian Brothers, DJ Emile Omar, Ballaké Sissoko & Vincent Segal, Aziza Brahim 

#### Wydarzenia towarzyszące[50]
Marta Gómez – Muzyczne malowanki – Kolorowy świat Ameryki Łacińskiej. Koncert dla dzieci, „Czy mozaika religijna się sprawdziła?” – debata z udziałem ekspertów, Warsztaty muzyki i śpiewu karnatyckiego, „Cena kawy” – debata z udziałem ekspertów, Kolumbijski poczęstunek wraz z rytuałem parzenia kawy, Warsztaty „Bailemos cumbia”, panel dyskusyjny „Korzenie kultury polskiej”

### 2016 (12. edycja)

#### Artyści[51][52]
Susana Baca, Ester Rada, Tim Eriksen i Omar Sosa, Renata Rosa, Čači Vorba, Motion Trio, Tęgie Chłopy, Trebunie Tutki, Urmuli Quintet, Kalakan, Chouk Bwa Libète, Ghada Shbeir 

#### Wydarzenia towarzyszące[53]
Koncert dla dzieci: Adriano Adewale, Muzyczne podróże Cataplufa: warsztat dla dzieci z Adriano Adewale, warsztat wokalny tradycji śpiewaczej Sacred Harp z Timem Eriksenem, Haitańskie vodou bez tajemnic: spotkanie z prof. Józefem Kwaterko i prof. Leszkiem Kolankiewiczem, Seans filmu "Sonita"

### 2015 (11. edycja)

#### Artyści[54]
Kayhan Kalhor i Ali Bahrami Fard, Alireza Ghorbani, Hulyaihorod, Ethno-Trio Troitsa, Nasta Niakrasava, R.U.T.A., Kočani Orkestar, Ola Bilińska i Berjozkele, Cukunft, Maciej Filipczuk i Goście Weselni, Muzykanci, Psio Crew, Banda Nella Nebbia, Kayah, Geomungo Factory, Şivan Perwer, Badakshan Ensemble, Sain Zahoor, Baraji, Seun Kuti i Egypt 80, koncert „Szamani i Grioci”: Noreum Machi, Noura Mint Seymali: 

#### Wydarzenia towarzyszące[55]
Koncert dla dzieci „Mądrości Afrykańskich Griotów”: Massa i Noumassa Dembele (Burkina Faso), Amadou „Fola” Baldé (Senegal), klasa perkusji zachodnioafrykańskiej, prowadzenie: Amadou „Fola” Baldé, senegalski sabar, prowadzenie: Amadou „Fola” Baldé, melodie i pieśni na Jedwabnym Szlaku; klasa form muzycznych północnych Indii; warsztaty w ramach cyklu „Kierunek Korea”; sanjo – tradycyjna muzyka instrumentalna korei, prowadzenie: Geomungo Factory; ganggangsullae – koreański taniec w kręgu, prowadzenie: Baraji; taniec i atrybuty koreańskiego szamana, prowadzenie: Baraji; samulnori – klasa tradycyjnych rytmów koreańskich, prowadzenie: Noreum Machi

### 2014 (10. edycja)

#### Artyści[57]
Teta, Hugh Masekela, Nomfusi, 숨[SU:M], Mahmoud Ahmed, Zé Luis, Barbatuques, Rastak, Mascarimirì, Dagadana, Mosaik, Kapela Maliszów, Chłopcy kontra Basia, Sutari, Hańba!, Studium Instrumentów Etnicznych

#### Warsztaty[58]
Luciana Cestari i Flavia Maia (warsztaty integracyjne – rytm, śpiew i perkusja ciała), Helo Ribeiro (perkusja ciała i głos), Giba Alves i Tais Baliero (techniki perkusji ciała), Charles Raszl (techniki perkusji ciała), João Simão (perkusja wokalna), Marcelo Pretto (rytmy brazylijskie)

### 2013 „Wyspy Świata” (9. edycja)[59]

#### Artyści[60]
Kwadrofonik, Karolina Cicha, Orkiestra św. Mikołaja, Vołosi, Atom String Quartet, Joanna Słowińska, Tenores Di Bitti Mialinu Pira, Danyel Waro, Lindigo, Calypso Rose, Moana & the Tribe, The Garifuna Collective

#### Warsztaty[61]
Charlotte Qamaniq i Kathleen Merritt (śpiew inuicki), Carmelo Salemi (flet pasterski), Sofien Zaïdi (bendir), John Joe Kelly (bodhrán), Kemara Kennedy i Laurence Kershaw (maoryski taniec haka)

### 2012 „Inspiracje ORIENT” (8. edycja)[62][63]

#### Artyści[64]
Alim Qasimov, Dżiwan Gasparian, Ayarkhaan, Rustavi, Al Kingi Ensemble, Ahn Sook-sun, Ondekoza, Titi Robin, Raza Khan, Boubacar Traoré, Dobet Gnahoré

#### Warsztaty[66]
Anoop Mishra (śpiew indyjski), Bijan Chemirani (instrumenty perkusyjne), Vladiswar Nadishana (improwizacja), Joytsna Srikanth (skrzypce indyjskie), Clement Kilema (ekspresja sceniczna)m, Aleksiej Archipowski (bałałajka), Ahn Sook-sun (śpiew pansori)

### 2011 (7. edycja)[17]

#### Artyści
Maria Kalaniemi, Mercedes Peón, Femi Kuti, Aynur Doğan, Psarandonis, Urszula Dudziak, Corvus Corax, Barbara Furtuna, Hoven Droven, Carmen Linares, Idan Raichel, Sara Tavares.
W programie dziecięcym znalazł się Koncert Dzieci Świata.

### 2010 (6. edycja)[68]

#### Artyści
Mamer, Hanggai, Ladysmith Black Mambazo, CACIQUE ’97, Carlos Libedinsky, Qing Mei Jing Yue, Astillero, Ivan Lins, Tamburellisti, Mayra Andrade, Osjan z udziałem Daisuke, Salif Keita, Concha Buika.

### 2009 (5. edycja)[69]

#### Artyści
Youssou N’Dour, Tcheka, Ana Moura, Márcio Faraco, Orishas, Sister Fa, Chalaban, Kwadrofonik, Al Andaluz Project, Mosaic, Farafina, Jola Lipka, Anna Maria Jopek, Vishwa Mohan Bhatt, Indialucia.

### 2008 (4. edycja)[70]

#### Artyści
Tanga Świata, Zespół Solistów Chińskiej Orkiestry Radiowej, I Muvrini, Trio z Salento, Savina Yannatou, Nidaa Abou Mrad i Naguila, Burhan Öçal & Oriental, Renaud Garcia Fons, Ganawa Home Songs, Ti Coca and Wanga Neges, Zurgó, Dhoad Gypsies, teatr Ahke, teatr Cinema, Théâtre la Licorne, Ulrich Seidl, Jessica Haunser, Barbara Albert, Rutj Mader, Monika Worsztynowicz.

### 2007 (3. edycja)[71]

#### Artyści
Orkiestra Symfoniczna Filharmonii Narodowej, Téka, Faiz Ali Faiz Qawwal, Juan Cortés „Duquende”, Juan Gomez „Chicuelo”, Kapela Tafijczuków, Iza, Fanfare Savale, Dazkarieh, Kapela ze Wsi Warszawa, Mari Boine, Bahram Sarang, Hossein Hamidi, Zespół Czakad, MoZuluArt Group, Amazones – women master, Trilok Gurtu, Vincente Amigo, Moscow Art Trio, Huun-Huur-Tu, Angelite – The Bulgarian Voices, Les Colporteurs, Soccorso Clown, Nuri Bilge Ceylan, Faith Akin.

### 2006 (2. edycja)[72]

#### Artyści
Kiri Te Kanawa, Le Mystere Des Voix Bulgares, Boban Marković Orkestar, Auli, Etno Trio Troista, Karpatiyany, Kūlgrinda, Joshua Nelson and The Kosher Gospel Singers, Pandit Hariprasad Chaurasia, Ross Daly, Michael Najman Band, Taraf de Haïdouks, Teatro Tatro, Kan Katsura, Teatr Chorea, Cirque Lili, Tony Gatlif.

### 2005 (1. edycja)[73]

#### Artyści
Rusłana, Huculski Zespół Pieśni i Tańca, Rosyjska Orkiestra Symfoniczna, Georg Dabaghan z zespołem, Chór Rustavi, Svet Boogie Band, Narodny Albom, Mandry, Tartak, Vataga, Osimira, Łada Gorpienko, Marija Krupoves, Siergiej Nikitin z zespołem, Jablkon, Ha’Oman Hai Ensemble, Eve’s Women, Cirque Ici, Teatr Continuo, Teatr Titanic, Teatr Woskresinna, Deatr Drevno, Teatr Marionetek z Baku, Jean Counet, Tomasz Sztajer, Małgorzata Dmitruk.